# Anoectochilus insignis
Anoectochilus insignis är en orkidéart som beskrevs av Rudolf Schlechter. Anoectochilus insignis ingår i släktet Anoectochilus och familjen orkidéer.
Artens utbredningsområde är Sulawesi. Inga underarter finns listade i Catalogue of Life.